# Трат
Трат е една от 76-те провинции на Тайланд. Столицата ѝ е едноименния град Трат. Населението на провинцията е 219 345 жители (2000 г. – 73-та по население), а площта 2819 кв. км (61-ва по площ). Намира се в часова зона UTC+7. Разделена е на 7 района, които са разделени на 38 общини и 254 села.
1. ↑  stat.dopa.go.th